# Crestone Needle
Crestone Needle je hora v Custer County a Saguache County, ve středo-jižní části Colorada.
Leží 800 metrů východně až jihovýchodně od dominantní hory Crestone Peak a severně od Národního parku Great Sand Dunes.
Crestone Needle je společně ještě s několika dalšími okolními vrcholy nazývána horská skupina Crestone (Crestone Group). Je součástí pohoří Sangre de Cristo Mountains, které náleží do jižních Skalnatých hor. S nadmořskou výškou 4 327 metrů je třetím nejvyšším vrcholem Sangre de Cristo a náleží do dvacítky nejvyšších hor Colorada.